# Æthelred af Mercia
Æthelred (død efter 704) var en konge over Mercia fra 675 til 704. Han var søn af Penda af Mercia og overtog tronen i 675, da hans bror, Wulfhere af Mercia, døde af sygdom. Under 1 år efter han fik magten invaderede han Kent, hvor hans hære ødelagde byen Rochester. I 679 besejrede han sin svoger, Ecgfrith af Northumbria, under slaget ved the Trent: slaget var et stort tilbageslag for Northumbria, og satte i praksis en stopper for deres militære engagement i England syd for Humber. Det gav også Kongeriget Lindsey permanent tilbage til Mercia. Æthelred formåede dog ikke at genetablere sin forgængers dominans over det sydlige Storbritannien.
Han var kendt for at være en from og trønde kristen konge, og han gav store jordområder til kirken. Det var under hans tid som regent at Theodore, Ærkebiskop af Canterbury, omorganiserede strukturen kirkens bispedømme, og skabte flere nye sifter. Æthelred blev venner med biskop Wilfrid af York, da Wilfrid blev smidt ud fra sit stift i Northumbria; Æthelred gjorde Wilfrid til biskop over mellemanglerne i i hans eksil, og støttede ham ved synoden i Austerfield omkring 702, hvor Wilfrid argumenterede for at vende tilbage til det stift, der var blevet taget fra ham i Northumbria.
Æthelreds hustru, Osthryth, var datter af kong Oswiu, der var en af de dominerende northumbrianske konger i 600-tallet. Osthryth blev myrdet under ukendt omstændigheder i 697, og i 704 abdicerede Æthelred og overdrog tronen til Wulfheres søn Coenred. Æthelred blev munk i Bardney, et kloster, som han havde grundlagt med sin hustru, og han blev begravet der. Ceolred, der var Æthelreds søn (men tilsyneladende ikke med Osthryth), blev konge efter Coenred; det er også muligt, at Æthelred fik en anden søn ved navn Ceolwald, der kortvarigt var konge inde Ceolred.